# Толомей из Непи

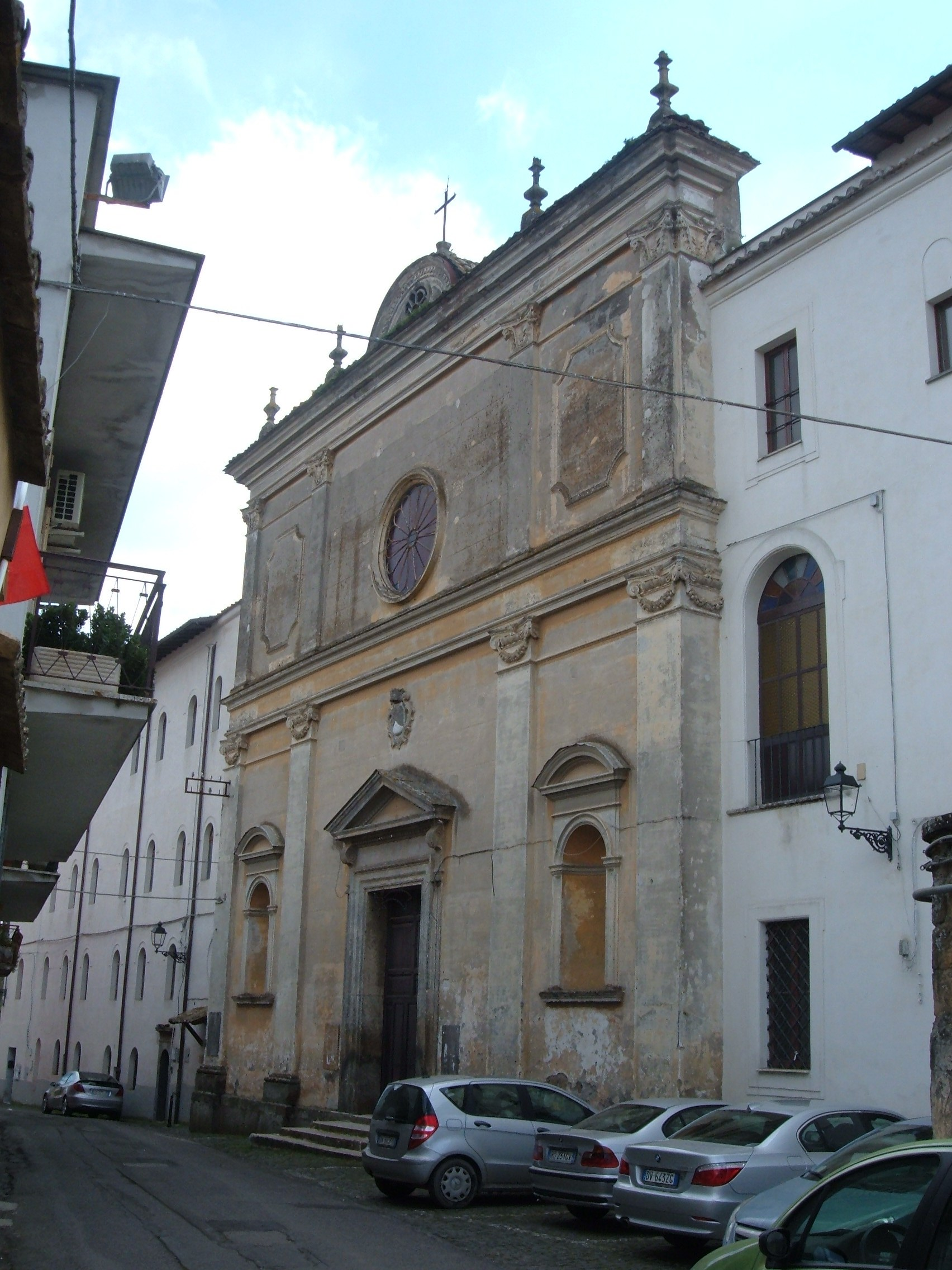
Фасад храма св.Толомея

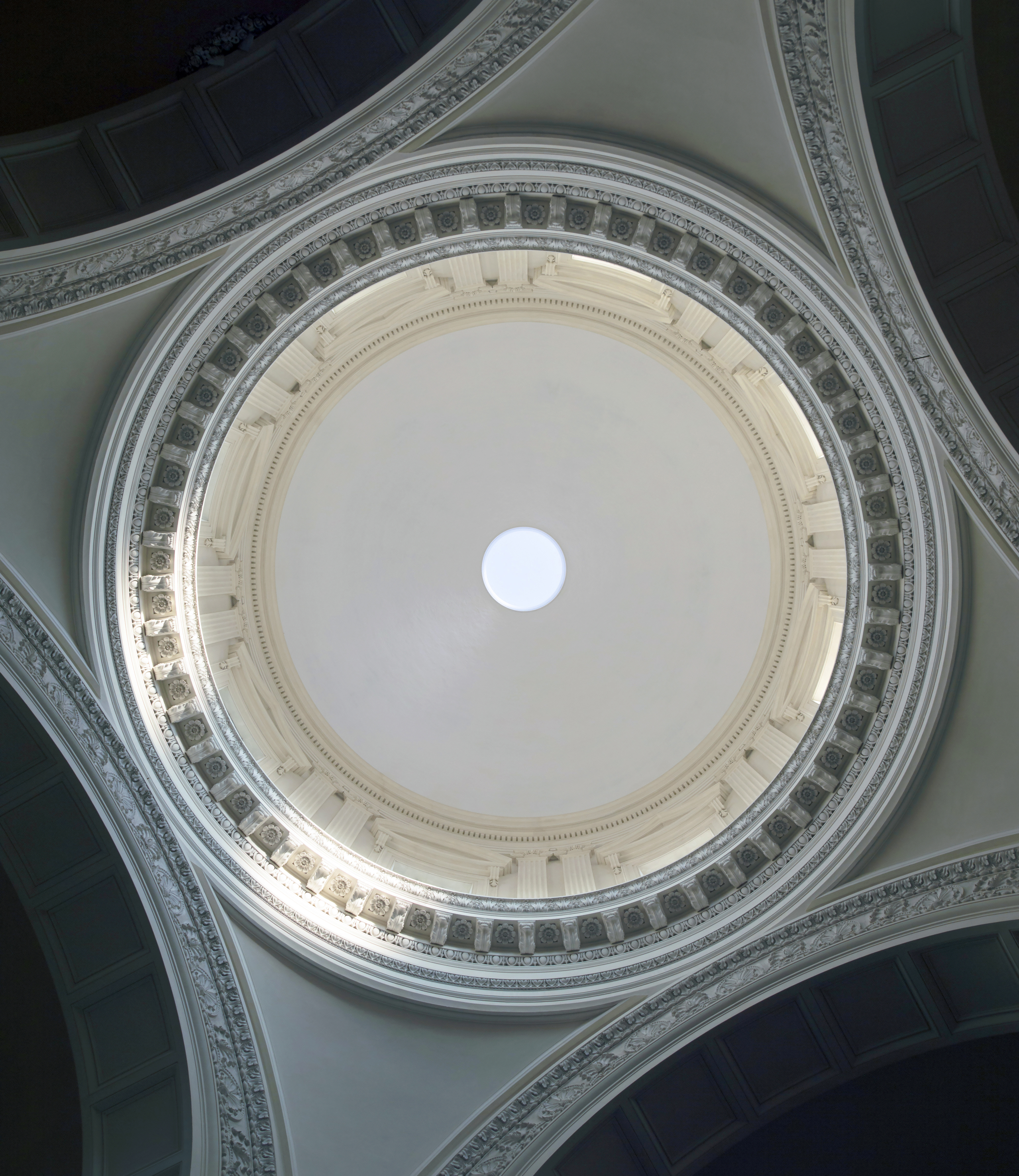
Внутренняя часть купола храма св.Толомея

Толомей и Роман — священномученики из Непи. День памяти — 24 августа.
Считается, что Толомей, епископ Непи, и Роман, его ученик, жили в I веке во времена Клавдия кесаря. Они были умучены по приказу Аспасия, трибуна Пентаполийского и Тосканского. Они и их тридцать товарищей были схвачены во время молитвы. Толомея и Романа подвергали жестоким пыткам, дабы они отказались от веры. 
Внезапное землетрясение прервало их мучения. Аспасий бежал, приказав бросить страдальцев в темницу. Восемь солдат, которым было поручено это сделать, уверовали и разделили их участь.
Через 32 дня было решено сжечь свв.Толомея и Романа. Однако разведённый огонь потух. Тогда святые были усечены мечом.
Благочестивая женщина по имени Савинилла (Savinilla), ревностная христианка, взяла их тела, как и тела остальных 38 мучеников, чтобы их похоронить в своей усыпальнице: Толомея сразу же после ввода и Роман — во внутренней её части.